# Li Peng
Li Peng (xinès: 李鹏)  (Shanghai, 20 d'octubre de 1928 - Pequín, 22 de juliol de 2019) fou un polític xinès.
Va ser primer ministre des del 1987, s'oposà a les reformes de Zhao Ziyang i dirigí la dura repressió contra les Protestes de la plaça de Tian'anmen de 1989, motiu pel qual es va guanyar el sobrenom del "carnisser de Pequín". La reacció que volgué dur a terme fracassà el 1990, per les reticències de Deng Xiaoping, les dificultats econòmiques i les resistències dels dirigents provincials. En finalitzar el segon mandat com a primer ministre (1993-1998), passà a ocupar la presidència de l'Assemblea Nacional Popular (1998-2002). Va ser substituït per Son Huang Ju